# Vitali Berezovski
Pour les articles homonymes, voir Berezovsky.
Vitali Berezovski, né le 11 avril 1984 à Odessa, est un joueur de football ukrainien.

## Carrière
Vitali Berezovski joue successivement dans les équipes suivantes : Tchernomorets Odessa, FK Odessa (en), FC Sheriff Tiraspol, FC Tiraspol, FC Ros Bila Tserkva (en), FK Ventspils, Igroservis Simferopol, FK Dynamo Brest, Naftan Novopolotsk, Zirka Kirovohrad, FC Kaysar Kyzyl-Orda et Stomil Olsztyn.